# Let's Go Jungle!
Let's Go Jungle!: Lost on the Island of Spice, conhecido simplesmente como Let's Go Jungle!, é um jogo de arcade lançado pela Sega em 2006. O jogo permite um ou dois jogadores, jogando em sistema colaborativo.

## Enredo
Ben e Norah são um casal que, a bordo de um jeep que caracteriza todo o luxuoso gabinete no qual o arcade foi desenvolvido, envolvem-se em uma série de peripécias em uma ilha cheia de animais gigantes.